# Torneo Clausura 2021 Liga de Plata
El Torneo Clausura 2021 fue la nonagésima tercera edición del campeonato de liga de la Segunda División del fútbol salvadoreño (en general); se trató del 44.° torneo corto, luego del cambio en el formato de competencia, con el que se terminó la temporada 2020-21.

## Formato de competencia
El torneo del Liga de Ascenso, está conformado en dos partes:
- Fase de clasificación: Se integra por las 14 jornadas del torneo.
- Fase final: Se integra por los partidos de cuartos de final, semifinal y final.

### Fase de clasificación
En la fase de clasificación se observará el sistema de puntos. La ubicación en la tabla general está sujeta a lo siguiente:
- Por juego ganado se obtendrán tres puntos.
- Por juego empatado se obtendrá un punto.
- Por juego perdido no se otorgan puntos.

En esta fase participan los 14 clubes de la Liga de Ascenso jugando en cada torneo 14 jornadas respectivas, a visita recíproca según el grupo que pertenece.
El orden de los clubes al final de la fase de calificación del torneo corresponderá a la suma de los puntos obtenidos por cada uno de ellos y se presentará en forma descendente. Si al finalizar las 14 jornadas del torneo, dos o más clubes estuviesen empatados en puntos, su posición en la tabla general será determinada atendiendo a los siguientes criterios de desempate:
1. Mayor diferencia positiva general de goles. Este resultado se obtiene mediante la sumatoria de los goles anotados a todos los rivales, en cada campeonato menos los goles recibidos de estos.
2. Mayor cantidad de goles a favor, anotados a todos los rivales dentro de la misma competencia.
3. Mejor puntuación particular que hayan conseguido en las confrontaciones particulares entre ellos mismos.
4. Mayor diferencia positiva particular de goles, la cual se obtiene sumando los goles de los equipos empatados y restándole los goles recibidos.
5. Mayor cantidad de goles a favor que hayan conseguido en las confrontaciones entre ellos mismos.
6. Como última alternativa, el comité de competición realizaría un sorteo para el desempate.

### Fase final
Los ocho clubes calificados para esta fase del torneo serán reubicados de acuerdo con el lugar que ocupen en la tabla general al término de la jornada 14, con el puesto del número uno al club mejor clasificado, y así hasta el número cuatro de cada grupo. Los partidos a esta fase se desarrollarán a visita, en las siguientes etapas:
- Cuartos de final
- Semifinales
- Final

Los clubes vencedores en los partidos de cuartos de final y semifinal serán aquellos que en los dos juegos anoten el mayor número de goles. De existir empate en el número de goles anotados, se observará la posición de los clubes en la tabla general de clasificación.
El club vencedor de la final y por lo tanto campeón, será aquel que en los dos partidos anote el mayor número de goles. Si al término del tiempo reglamentario el partido está empatado, se agregarán dos tiempos extras de 15 minutos cada uno. De persistir el empate en estos periodos, se procederá a lanzar tiros penales hasta que resulte un vencedor.

Los partidos de cuartos de final se jugarán de la siguiente manera:
En las semifinales participarán los cuatro clubes vencedores de cuartos de final, enfrentándose:
Disputarán el título de campeón del Torneo de Clausura, los dos clubes vencedores de la fase semifinal correspondiente, reubicándolos del uno al dos, de acuerdo a su mejor posición en la tabla general de clasificación.

## Equipos participantes

### Equipos por departamento
| Departamento | N.º | Equipos                               |
| ------------ | --- | ------------------------------------- |
| San Miguel   | 3   | Cacahuatique, Dragón y Liberal        |
| San Salvador | 3   | Ilopaneco, Marte Soyapango y Vendaval |
| La Libertad  | 2   | Destroyer y San Pablo Municipal       |
| Santa Ana    | 2   | Santa Rosa Guachipilín y Titán        |
| La Paz       | 1   | Platense                              |
| Morazán      | 1   | Fuerte San Francisco                  |
| Sonsonate    | 1   | Municipal                             |
| Usulután     | 1   | Aspirante                             |

### Información de los equipos
El número de equipos participantes para esta temporada serán 14.
| Equipos                                     | Ciudad                 | Entrenador          | Estadio                           | Capacidad |
| ------------------------------------------- | ---------------------- | ------------------- | --------------------------------- | --------- |
| Club Deportivo Aspirante                    | Jucuapa                | Carlos Martínez     | Municipal de Jucuapa              | 5 000     |
| Club Deportivo Cacahuatique                 | Ciudad Barrios         | Marvin Hernández    | Cancha Centro Ecológico El Amaton | - ---     |
| Asociación Deportiva Destroyer              | Puerto de La Libertad  | Juan Ramón Paredes  | Chinama                           | 1 600     |
| Club Deportivo Dragón                       | San Miguel             | Juan Carlos Marjano | José Eliseo Reyes                 | - ---     |
| Club Deportivo Fuerte San Francisco         | San Francisco Gotera   | David Omar Sevilla  | Luis Amílcar Moreno               | 4 000     |
| Club Deportivo Ilopaneco                    | Ilopango               | Ricardo García      | Azteca                            | - ---     |
| Club Deportivo Liberal                      | Quelepa                | Desconocido         | Municipal de Quelepa              | 2 000     |
| Club Deportivo Marte Soyapango              | Soyapango              | Rudy Cedillos       | Cancha Jorgito Meléndez           | 3 000     |
| Municipal Fútbol Club                       | Juayúa                 | Rubén Alonso        | Municipal de Nahuizalco           | - ---     |
| Club Deportivo Platense                     | Zacatecoluca           | Guillermo Rivera    | Antonio Toledo Valle              | 8 000     |
| Club Deportivo San Pablo Municipal          | San Pablo Tacachico    | Wilber Aguilar      | Cancha Municipal Valle Meza       | 5 000     |
| Asociación Deportiva Santa Rosa Guachipilín | Santa Rosa Guachipilín | Samuel Maldonado    | José Hernández                    | - ---     |
| Club Deportivo Titán                        | Texistepeque           | Edgar Batres        | Titán                             | - ---     |
| Club Social y Deportivo Vendaval            | Apopa                  | Byron Alvarez       | Joaquín Gutiérrez                 | 5 000     |

## Fase de grupos

### Grupo occidental
| Equipo                  | PJ | PG | PE | PP | GF | GC | Dif | Pts |
| ----------------------- | -- | -- | -- | -- | -- | -- | --- | --- |
| Titán (C)               | 12 | 7  | 1  | 4  | 21 | 16 | 5   | 22  |
| Destroyer (C)           | 12 | 7  | 1  | 4  | 19 | 15 | 4   | 22  |
| Marte Soyapango (C)     | 12 | 6  | 2  | 4  | 17 | 13 | 4   | 20  |
| San Pablo Municipal (C) | 12 | 5  | 4  | 3  | 23 | 20 | 3   | 19  |
| Municipal               | 12 | 5  | 2  | 5  | 20 | 16 | 4   | 17  |
| Santa Rosa Guachipilín  | 12 | 4  | 0  | 8  | 16 | 23 | -7  | 12  |
| Vendaval                | 12 | 2  | 2  | 8  | 15 | 28 | -13 | 8   |

|  | Líder, clasifica a los cuartos de final. |
|  | Clasificados a los cuartos de final.     |

### Grupo oriental
| Equipo                   | PJ | PG | PE | PP | GF | GC | Dif | Pts |
| ------------------------ | -- | -- | -- | -- | -- | -- | --- | --- |
| Platense (C)             | 12 | 7  | 5  | 0  | 18 | 6  | 12  | 26  |
| Aspirante (C)            | 12 | 5  | 4  | 3  | 14 | 13 | 1   | 19  |
| Fuerte San Francisco (C) | 12 | 4  | 5  | 3  | 13 | 11 | 2   | 17  |
| Liberal (C)              | 12 | 5  | 2  | 5  | 20 | 19 | 1   | 17  |
| Cacahuatique             | 12 | 4  | 3  | 5  | 24 | 17 | 7   | 15  |
| Dragón                   | 12 | 2  | 5  | 5  | 19 | 21 | -2  | 11  |
| Ilopaneco                | 12 | 2  | 2  | 8  | 8  | 29 | -21 | 8   |

|  | Líder, clasifica a los cuartos de final. |
|  | Clasificados a los cuartos de final.     |

### Evolución de ambos grupos
| Jornada                | 1 | 2 | 3  | 4 | 5 | 6 | 7 | 8 | 9 | 10 | 11 | 12 | 13 | 14 |
| Equipo                 |   |   |    |   |   |   |   |   |   |    |    |    |    |    |
| ---------------------- | - | - | -- | - | - | - | - | - | - | -- | -- | -- | -- | -- |
| Grupo occidental       |   |   |    |   |   |   |   |   |   |    |    |    |    |    |
| Titán                  | 4 | 4 | 1  | 2 | 2 | 2 | 2 | 2 | 2 | 2  | 2  | 2  | 4  | 1  |
| Destroyer              | 2 | 1 | 2  | 1 | 1 | 1 | 1 | 1 | 1 | 1  | 1  | 1  | 1  | 2  |
| Marte Soyapango        | 5 | 7 | 6  | 6 | 6 | 4 | 4 | 4 | 4 | 4  | 4  | 3  | 2  | 3  |
| San Pablo Municipal    | 3 | 2 | 3  | 4 | 4 | 3 | 3 | 3 | 3 | 3  | 3  | 4  | 3  | 4  |
| Municipal              | 1 | 3 | 4  | 5 | 5 | 6 | 7 | 5 | 6 | 7  | 5  | 5  | 5  | 5  |
| Santa Rosa Guachipilín | 6 | 6 | 5  | 3 | 3 | 5 | 5 | 6 | 5 | 5  | 6  | 6  | 6  | 6  |
| Vendaval               | 7 | 5 | 7  | 7 | 7 | 7 | 6 | 7 | 7 | 6  | 7  | 7  | 7  | 7  |
| Grupo oriental         |   |   |    |   |   |   |   |   |   |    |    |    |    |    |
| Platense               | 1 | 2 | 1  | 1 | 1 | 1 | 1 | 1 | 1 | 1  | 1  | 1  | 1  | 1  |
| Aspirante              | 2 | 4 | 2  | 2 | 3 | 5 | 3 | 3 | 2 | 3  | 4  | 4  | 3  | 2  |
| Fuerte San Francisco   | 3 | 1 | 3  | 3 | 2 | 2 | 2 | 4 | 3 | 5  | 3  | 2  | 2  | 3  |
| Liberal                | 6 | 3 | 4  | 4 | 6 | 3 | 4 | 2 | 4 | 4  | 5  | 6  | 5  | 4  |
| Cacahuatique           | 4 | 7 | 7* | 7 | 4 | 4 | 6 | 6 | 5 | 2  | 2  | 3  | 4  | 5  |
| Dragón                 | 5 | 6 | 6  | 6 | 5 | 6 | 7 | 7 | 7 | 6  | 6  | 5  | 6  | 6  |
| Ilopaneco              | 7 | 5 | 5* | 5 | 7 | 7 | 5 | 5 | 6 | 7  | 7  | 7  | 7  | 7  |

Notas:
* Indica la posición del equipo con un partido pendiente.

## Tabla general
| Equipo                 | PJ | PG | PE | PP | GF | GC | Dif | Pts |
| ---------------------- | -- | -- | -- | -- | -- | -- | --- | --- |
| Platense               | 12 | 7  | 5  | 0  | 18 | 6  | 12  | 26  |
| Titán                  | 12 | 7  | 1  | 4  | 21 | 16 | 5   | 22  |
| Destroyer              | 12 | 7  | 1  | 4  | 19 | 15 | 4   | 22  |
| Marte Soyapango        | 12 | 6  | 2  | 4  | 17 | 13 | 4   | 20  |
| San Pablo Municipal    | 12 | 5  | 4  | 3  | 23 | 20 | 3   | 19  |
| Aspirante              | 12 | 5  | 4  | 3  | 14 | 13 | 1   | 19  |
| Municipal              | 12 | 5  | 2  | 5  | 20 | 16 | 4   | 17  |
| Fuerte San Francisco   | 12 | 4  | 5  | 3  | 13 | 11 | 2   | 17  |
| Liberal                | 12 | 5  | 2  | 5  | 20 | 19 | 1   | 17  |
| Cacahuatique           | 12 | 4  | 3  | 5  | 24 | 17 | 7   | 15  |
| Santa Rosa Guachipilín | 12 | 4  | 0  | 8  | 16 | 23 | -7  | 12  |
| Dragón                 | 12 | 2  | 5  | 5  | 19 | 21 | -2  | 11  |
| Vendaval               | 12 | 2  | 2  | 8  | 15 | 28 | -13 | 8   |
| Ilopaneco              | 12 | 2  | 2  | 8  | 8  | 29 | -21 | 8   |

|  | Líder.        |
|  | Último lugar. |

### Evolución de la tabla
| Jornada                | 1  | 2  | 3   | 4  | 5  | 6  | 7  | 8  | 9  | 10 | 11 | 12 | 13 | 14 |
| Equipo                 |    |    |     |    |    |    |    |    |    |    |    |    |    |    |
| ---------------------- | -- | -- | --- | -- | -- | -- | -- | -- | -- | -- | -- | -- | -- | -- |
| Platense               | 2  | 5  | 1   | 3  | 2  | 3  | 3  | 2  | 2  | 1  | 1  | 1  | 1  | 1  |
| Titán                  | 8  | 6  | 3   | 2  | 3  | 2  | 2  | 3  | 3  | 3  | 3  | 3  | 5  | 2  |
| Destroyer              | 4  | 1  | 2   | 1  | 1  | 1  | 1  | 1  | 1  | 2  | 2  | 2  | 2  | 3  |
| Marte Soyapango        | 11 | 13 | 10  | 11 | 12 | 7  | 8  | 8  | 5  | 5  | 6  | 4  | 3  | 4  |
| San Pablo Municipal    | 6  | 3  | 6   | 7  | 8  | 5  | 6  | 7  | 4  | 4  | 5  | 6  | 4  | 5  |
| Aspirante              | 3  | 8  | 4   | 4  | 6  | 10 | 5  | 5  | 6  | 7  | 8  | 8  | 7  | 6  |
| Municipal              | 1  | 4  | 7   | 10 | 10 | 12 | 14 | 9  | 12 | 14 | 10 | 9  | 9  | 7  |
| Fuerte San Francisco   | 5  | 2  | 5   | 6  | 4  | 4  | 4  | 6  | 7  | 9  | 7  | 5  | 6  | 8  |
| Liberal                | 10 | 7  | 9   | 9  | 11 | 6  | 7  | 4  | 8  | 8  | 9  | 11 | 10 | 9  |
| Cacahuatique           | 7  | 12 | 14* | 13 | 7  | 8  | 10 | 11 | 9  | 6  | 4  | 7  | 8  | 10 |
| Santa Rosa Guachipilín | 12 | 14 | 11  | 5  | 5  | 9  | 11 | 13 | 10 | 10 | 11 | 12 | 12 | 11 |
| Dragón                 | 9  | 10 | 12  | 12 | 9  | 11 | 12 | 12 | 13 | 11 | 12 | 10 | 11 | 12 |
| Vendaval               | 14 | 11 | 13  | 14 | 14 | 14 | 13 | 14 | 14 | 12 | 13 | 13 | 13 | 13 |
| Ilopaneco              | 13 | 9  | 8*  | 8  | 13 | 13 | 9  | 10 | 11 | 13 | 14 | 14 | 14 | 14 |

Notas:
*Indica la posición del equipo con un partido pendiente.

## Resultados
- Los horarios corresponden al tiempo de El Salvador (CST).
- El calendario de los partidos se dio a conocer el 25 de febrero de 2021.[2]

### Primera vuelta
| Jornada 1                                                           | Jornada 1 | Jornada 1              | Jornada 1            | Jornada 1  | Jornada 1 | Jornada 1      |
| Local                                                               | Resultado | Visitante              | Estadio              | Fecha      | Hora      | Árbitro        |
| ------------------------------------------------------------------- | --------- | ---------------------- | -------------------- | ---------- | --------- | -------------- |
| Grupo occidental                                                    |           |                        |                      |            |           |                |
| San Pablo Municipal                                                 | 1 - 0     | Marte Soyapango        | Valle Meza           | 7 de marzo | 14:30     | Alirio Reyes   |
| Municipal                                                           | 4 - 1     | Vendaval               | Ana Mercedes Campos  | 7 de marzo | 15:00     | Abed Flores    |
| Destroyer                                                           | 1 - 0     | Santa Rosa Guachipilín | Chilama              | 7 de marzo | 15:00     | César López    |
| Grupo oriental                                                      |           |                        |                      |            |           |                |
| Platense                                                            | 3 - 0     | Ilopaneco              | Antonio Toledo Valle | 6 de marzo | 15:15     | Ariel Guzmán   |
| Aspirante                                                           | 2 - 1     | Dragón                 | Municipal de Jucuapa | 7 de marzo | 15:00     | Walter Díaz    |
| Fuerte San Francisco                                                | 2 - 1     | Liberal                | Luis Amílcar Moreno  | 7 de marzo | 15:00     | William Torres |
| Total de goles: 16 (2.67 por partido)                               |           |                        |                      |            |           |                |
| Descansan: Titán (Grupo occidental) y Cacahuatique (Grupo oriental) |           |                        |                      |            |           |                |

| Jornada 2                                                           | Jornada 2 | Jornada 2            | Jornada 2            | Jornada 2   | Jornada 2 | Jornada 2         |
| Local                                                               | Resultado | Visitante            | Estadio              | Fecha       | Hora      | Árbitro           |
| ------------------------------------------------------------------- | --------- | -------------------- | -------------------- | ----------- | --------- | ----------------- |
| Grupo occidental                                                    |           |                      |                      |             |           |                   |
| Marte Soyapango                                                     | 1 - 2     | Destroyer            | Jorgito Meléndez     | 13 de marzo | 15:00     | Gustavo Caballero |
| Santa Rosa Guachipilín                                              | 1 - 2     | Titán                | José Hernández       | 13 de marzo | 15:00     | Walter Melara     |
| Vendaval                                                            | 1 - 1     | San Pablo Municipal  | Joaquín Gutiérrez    | 13 de marzo | 16:00     | Franklin Granados |
| Grupo oriental                                                      |           |                      |                      |             |           |                   |
| Ilopaneco                                                           | 2 - 0     | Aspirante            | Cancha La Flor       | 13 de marzo | 15:00     | Gabriel Vega      |
| Dragón                                                              | 3 - 3     | Fuerte San Francisco | José Eliseo Reyes    | 14 de marzo | 11:00     | Odair Barahona    |
| Liberal                                                             | 2 - 1     | Cacahuatique         | Municipal de Quelepa | 14 de marzo | 15:00     | Jonathan Sosa     |
| Total de goles: 19 (3.17 por partido)                               |           |                      |                      |             |           |                   |
| Descansan: Municipal (Grupo occidental) y Platense (Grupo oriental) |           |                      |                      |             |           |                   |

| Jornada 3                                                                       | Jornada 3 | Jornada 3              | Jornada 3                  | Jornada 3   | Jornada 3 | Jornada 3        |
| Local                                                                           | Resultado | Visitante              | Estadio                    | Fecha       | Hora      | Árbitro          |
| ------------------------------------------------------------------------------- | --------- | ---------------------- | -------------------------- | ----------- | --------- | ---------------- |
| Grupo occidental                                                                |           |                        |                            |             |           |                  |
| San Pablo Municipal                                                             | 3 - 4     | Santa Rosa Guachipilín | Valle Meza                 | 17 de marzo | 15:00     | Nelson Hernández |
| Titán                                                                           | 4 - 3     | Vendaval               | Titán                      | 17 de marzo | 15:00     | Samuel Moscoso   |
| Municipal                                                                       | 2 - 3     | Marte Soyapango        | Ana Mercedes Campos        | 17 de marzo | 18:30     | Sandra Benítez   |
| Grupo oriental                                                                  |           |                        |                            |             |           |                  |
| Aspirante                                                                       | 2 - 1     | Liberal                | Municipal de Jucuapa       | 17 de marzo | 15:00     | Jose Díaz        |
| Platense                                                                        | 3 - 1     | Dragón                 | Antonio Toledo Valle       | 17 de marzo | 15:30     | William Torres   |
| Cacahuatique                                                                    | 6 - 0     | Ilopaneco              | Cancha Ecológico El Amaton | 24 de marzo | 15:00     | Por definir      |
| Total de goles: 32 (5.3 por partido)                                            |           |                        |                            |             |           |                  |
| Descansan: Destroyer (Grupo occidental) y Fuerte San Francisco (Grupo oriental) |           |                        |                            |             |           |                  |

| Jornada 4                                                                      | Jornada 4 | Jornada 4            | Jornada 4              | Jornada 4   | Jornada 4 | Jornada 4   |
| Local                                                                          | Resultado | Visitante            | Estadio                | Fecha       | Hora      | Árbitro     |
| ------------------------------------------------------------------------------ | --------- | -------------------- | ---------------------- | ----------- | --------- | ----------- |
| Grupo occidental                                                               |           |                      |                        |             |           |             |
| Marte Soyapango                                                                | 0 - 2     | Titán                | Jorgito Meléndez       | 20 de marzo | 15:00     | Por definir |
| Santa Rosa Guachipilín                                                         | 2 - 1     | Municipal            | José Hernández         | 20 de marzo | 15:00     | Por definir |
| Vendaval                                                                       | 0 - 4     | Destroyer            | Joaquín Gutiérrez      | 21 de marzo | 10:30     | Por definir |
| Grupo oriental                                                                 |           |                      |                        |             |           |             |
| Ilopaneco                                                                      | 0 - 0     | Fuerte San Francisco | Cancha La Flor         | 20 de marzo | 15:00     | Por definir |
| Dragón                                                                         | 3 - 3     | Cacahuatique         | Juan Francisco Barraza | 20 de marzo | 15:00     | Por definir |
| Liberal                                                                        | 0 - 0     | Platense             | Municipal de Quelepa   | 20 de marzo | 15:00     | Por definir |
| Total de goles: 15 (2.5 por partido)                                           |           |                      |                        |             |           |             |
| Descansan: San Pablo Municipal (Grupo occidental) y Aspirante (Grupo oriental) |           |                      |                        |             |           |             |

| Jornada 5                                                                       | Jornada 5 | Jornada 5           | Jornada 5            | Jornada 5   | Jornada 5 | Jornada 5         |
| Local                                                                           | Resultado | Visitante           | Estadio              | Fecha       | Hora      | Árbitro           |
| ------------------------------------------------------------------------------- | --------- | ------------------- | -------------------- | ----------- | --------- | ----------------- |
| Grupo occidental                                                                |           |                     |                      |             |           |                   |
| Vendaval                                                                        | 1 - 1     | Marte Soyapango     | Joaquín Gutiérrez    | 27 de marzo | 16:00     | Jonathan Sosa     |
| Municipal                                                                       | 1 - 1     | San Pablo Municipal | Ana Mercedes Campos  | 28 de marzo | 15:00     | Gustavo Caballero |
| Destroyer                                                                       | 2 - 1     | Titán               | Chilama              | 28 de marzo | 15:00     | Franklin Granados |
| Grupo oriental                                                                  |           |                     |                      |             |           |                   |
| Ilopaneco                                                                       | 1 - 2     | Dragón              | Cancha La Flor       | 27 de marzo | 15:00     | Arbi Medrano      |
| Fuerte San Francisco                                                            | 0 - 0     | Cacahuatique        | Luis Amílcar Moreno  | 28 de marzo | 15:00     | Arístides Vega    |
| Platense                                                                        | 1 - 0     | Aspirante           | Antonio Toledo Valle | 28 de marzo | 15:00     | Geovani Zamora    |
| Total de goles: 11 (1.83 por partido)                                           |           |                     |                      |             |           |                   |
| Descansan: Santa Rosa Guachipilín (Grupo occidental) y Liberal (Grupo oriental) |           |                     |                      |             |           |                   |

| Jornada 6                                                           | Jornada 6 | Jornada 6              | Jornada 6                  | Jornada 6   | Jornada 6 | Jornada 6   |
| Local                                                               | Resultado | Visitante              | Estadio                    | Fecha       | Hora      | Árbitro     |
| ------------------------------------------------------------------- | --------- | ---------------------- | -------------------------- | ----------- | --------- | ----------- |
| Grupo occidental                                                    |           |                        |                            |             |           |             |
| Marte Soyapango                                                     | 1 - 0     | Santa Rosa Guachipilín | Jorgito Meléndez           | 31 de marzo | 15:00     | Por definir |
| San Pablo Municipal                                                 | 1 - 0     | Destroyer              | Valle Meza                 | 31 de marzo | 15:00     | Por definir |
| Titán                                                               | 1 - 0     | Municipal              | Titán                      | 31 de marzo | 15:00     | Por definir |
| Grupo oriental                                                      |           |                        |                            |             |           |             |
| Aspirante                                                           | 0 - 1     | Fuerte San Francisco   | Municipal de Jucuapa       | 31 de marzo | 15:00     | Por definir |
| Dragón                                                              | 1 - 2     | Liberal                | José Eliseo Reyes          | 31 de marzo | 15:00     | Por definir |
| Cacahuatique                                                        | 1 - 1     | Platense               | Cancha Ecológico El Amaton | 1 de marzo  | 15:00     | Por definir |
| Total de goles: 9 (1.5 por partido)                                 |           |                        |                            |             |           |             |
| Descansan: Vendaval (Grupo occidental) y Ilopaneco (Grupo oriental) |           |                        |                            |             |           |             |

| Jornada 7                                                               | Jornada 7 | Jornada 7              | Jornada 7                  | Jornada 7  | Jornada 7 | Jornada 7        |
| Local                                                                   | Resultado | Visitante              | Estadio                    | Fecha      | Hora      | Árbitro          |
| ----------------------------------------------------------------------- | --------- | ---------------------- | -------------------------- | ---------- | --------- | ---------------- |
| Grupo occidental                                                        |           |                        |                            |            |           |                  |
| Destroyer                                                               | 2 - 0     | Municipal              | Chilama                    | 3 de abril | 15:00     | Ernesto López    |
| Vendaval                                                                | 2 - 1     | Santa Rosa Guachipilín | Joaquín Gutiérrez          | 3 de abril | 16:00     | Obed López       |
| Titán                                                                   | 3 - 1     | San Pablo Municipal    | Titán                      | 4 de abril | 15:00     | Iván López       |
| Grupo oriental                                                          |           |                        |                            |            |           |                  |
| Ilopaneco                                                               | 3 - 1     | Liberal                | Cancha La Flor             | 3 de abril | 15:00     | Orlando Martínez |
| Cacahuatique                                                            | 1 - 2     | Aspirante              | Cancha Ecológico El Amaton | 4 de abril | 15:00     | Luis Lazo        |
| Fuerte San Francisco                                                    | 0 - 1     | Platense               | Luis Amílcar Moreno        | 4 de abril | 15:00     | Jonas Gavarrete  |
| Total de goles: 17 (2.83 por partido)                                   |           |                        |                            |            |           |                  |
| Descansan: Marte Soyapango (Grupo occidental) y Dragón (Grupo oriental) |           |                        |                            |            |           |                  |

### Segunda vuelta
| Jornada 8                                                           | Jornada 8 | Jornada 8            | Jornada 8              | Jornada 8   | Jornada 8 | Jornada 8         |
| Local                                                               | Resultado | Visitante            | Estadio                | Fecha       | Hora      | Árbitro           |
| ------------------------------------------------------------------- | --------- | -------------------- | ---------------------- | ----------- | --------- | ----------------- |
| Grupo occidental                                                    |           |                      |                        |             |           |                   |
| Marte Soyapango                                                     | 1 - 1     | San Pablo Municipal  | Jorgito Meléndez       | 10 de abril | 15:00     | Geovanni Zamora   |
| Santa Rosa Guachipilín                                              | 0 - 3     | Destroyer            | José Hernández         | 10 de abril | 15:00     | Obed Flores       |
| Vendaval                                                            | 1 - 2     | Municipal            | Joaquín Gutiérrez      | 10 de abril | 16:00     | Gustavo Gutiérrez |
| Grupo oriental                                                      |           |                      |                        |             |           |                   |
| Ilopaneco                                                           | 1 - 2     | Platense             | Cancha La Flor         | 10 de abril | 15:00     | Franklin Granados |
| Dragón                                                              | 1 - 1     | Aspirante            | Juan Francisco Barraza | 11 de abril | 15:00     | Walter Díaz       |
| Liberal                                                             | 3 - 1     | Fuerte San Francisco | Municipal de Quelepa   | 11 de abril | 15:00     | Aristides Vega    |
| Total de goles: 17 (2.83 por partido)                               |           |                      |                        |             |           |                   |
| Descansan: Titán (Grupo occidental) y Cacahuatique (Grupo oriental) |           |                      |                        |             |           |                   |

| Jornada 9                                                           | Jornada 9 | Jornada 9              | Jornada 9                  | Jornada 9   | Jornada 9 | Jornada 9   |
| Local                                                               | Resultado | Visitante              | Estadio                    | Fecha       | Hora      | Árbitro     |
| ------------------------------------------------------------------- | --------- | ---------------------- | -------------------------- | ----------- | --------- | ----------- |
| Grupo occidental                                                    |           |                        |                            |             |           |             |
| San Pablo Municipal                                                 | 4 - 2     | Vendaval               | Valle Meza                 | 18 de abril | 15:00     | Por definir |
| Destroyer                                                           | 0 - 4     | Marte Soyapango        | Chilama                    | 18 de abril | 15:00     | Por definir |
| Titán                                                               | 0 - 1     | Santa Rosa Guachipilín | Titán                      | 18 de abril | 15:00     | Por definir |
| Grupo oriental                                                      |           |                        |                            |             |           |             |
| Aspirante                                                           | 1 - 1     | Ilopaneco              | Municipal de Jucuapa       | 18 de abril | 15:00     | Por definir |
| Fuerte San Francisco                                                | 1 - 1     | Dragón                 | Luis Amílcar Moreno        | 18 de abril | 15:00     | Por definir |
| Cacahuatique                                                        | 3 - 1     | Liberal                | Cancha Ecológico El Amaton | 18 de abril | 15:00     | Por definir |
| Total de goles: 19 (3.17 por partido)                               |           |                        |                            |             |           |             |
| Descansan: Municipal (Grupo occidental) y Platense (Grupo oriental) |           |                        |                            |             |           |             |

| Jornada 10                                                                      | Jornada 10 | Jornada 10          | Jornada 10             | Jornada 10  | Jornada 10 | Jornada 10  |
| Local                                                                           | Resultado  | Visitante           | Estadio                | Fecha       | Hora       | Árbitro     |
| ------------------------------------------------------------------------------- | ---------- | ------------------- | ---------------------- | ----------- | ---------- | ----------- |
| Grupo occidental                                                                |            |                     |                        |             |            |             |
| Marte Soyapango                                                                 | 1 - 0      | Municipal           | Jorgito Meléndez       | 21 de abril | 15:00      | Por definir |
| Santa Rosa Guachipilín                                                          | 2 - 4      | San Pablo Municipal | José Hernández         | 21 de abril | 15:00      | Por definir |
| Vendaval                                                                        | 2 - 1      | Titán               | Joaquín Gutiérrez      | 21 de abril | 16:00      | Por definir |
| Grupo oriental                                                                  |            |                     |                        |             |            |             |
| Ilopaneco                                                                       | 0 - 3      | Cacahuatique        | Cancha La Flor         | 21 de abril | 15:00      | Por definir |
| Liberal                                                                         | 2 - 2      | Aspirante           | Municipal de Quelepa   | 21 de abril | 15:00      | Por definir |
| Dragón                                                                          | 1 - 1      | Platense            | Juan Francisco Barraza | 21 de abril | 15:30      | Por definir |
| Total de goles: 19 (3.17 por partido)                                           |            |                     |                        |             |            |             |
| Descansan: Destroyer (Grupo occidental) y Fuerte San Francisco (Grupo oriental) |            |                     |                        |             |            |             |

| Jornada 11                                                                     | Jornada 11 | Jornada 11             | Jornada 11                 | Jornada 11  | Jornada 11 | Jornada 11  |
| Local                                                                          | Resultado  | Visitante              | Estadio                    | Fecha       | Hora       | Árbitro     |
| ------------------------------------------------------------------------------ | ---------- | ---------------------- | -------------------------- | ----------- | ---------- | ----------- |
| Grupo occidental                                                               |            |                        |                            |             |            |             |
| Titán                                                                          | 2 - 1      | Marte Soyapango        | Titán                      | 25 de abril | 15:00      | Por definir |
| Destroyer                                                                      | 2 - 1      | Vendaval               | Chilama                    | 25 de abril | 15:00      | Por definir |
| Municipal                                                                      | 2 - 0      | Santa Rosa Guachipilín | José Millán Morales        | 25 de abril | 15:00      | Por definir |
| Grupo oriental                                                                 |            |                        |                            |             |            |             |
| Cacahuatique                                                                   | 2 - 0      | Dragón                 | Cancha Ecológico El Amaton | 25 de abril | 15:00      | Por definir |
| Fuerte San Francisco                                                           | 2 - 0      | Ilopaneco              | Luis Amílcar Moreno        | 25 de abril | 15:00      | Por definir |
| Platense                                                                       | 4 - 1      | Liberal                | Antonio Toledo Valle       | 25 de abril | 15:15      | Por definir |
| Total de goles: 17 (2.83 por partido)                                          |            |                        |                            |             |            |             |
| Descansan: San Pablo Municipal (Grupo occidental) y Aspirante (Grupo oriental) |            |                        |                            |             |            |             |

| Jornada 12                                                                      | Jornada 12 | Jornada 12           | Jornada 12                 | Jornada 12 | Jornada 12 | Jornada 12  |
| Local                                                                           | Resultado  | Visitante            | Estadio                    | Fecha      | Hora       | Árbitro     |
| ------------------------------------------------------------------------------- | ---------- | -------------------- | -------------------------- | ---------- | ---------- | ----------- |
| Grupo occidental                                                                |            |                      |                            |            |            |             |
| San Pablo Municipal                                                             | 2 - 2      | Municipal            | Valle Meza                 | 1 de mayo  | 13:00      | Por definir |
| Marte Soyapango                                                                 | 1 - 0      | Vendaval             | Jorgito Meléndez           | 1 de mayo  | 15:00      | Por definir |
| Titán                                                                           | 1 - 1      | Destroyer            | Titán                      | 2 de mayo  | 15:00      | Por definir |
| Grupo oriental                                                                  |            |                      |                            |            |            |             |
| Cacahuatique                                                                    | 1 - 3      | Fuerte San Francisco | Cancha Ecológico El Amaton | 1 de mayo  | 15:00      | Por definir |
| Aspirante                                                                       | 0 - 0      | Platense             | Municipal de Jucuapa       | 2 de mayo  | 15:00      | Por definir |
| Dragón                                                                          | 5 - 0      | Ilopaneco            | José Eliseo Reyes          | 2 de mayo  | 15:00      | Por definir |
| Total de goles: 16 (2.67 por partido)                                           |            |                      |                            |            |            |             |
| Descansan: Santa Rosa Guachipilín (Grupo occidental) y Liberal (Grupo oriental) |            |                      |                            |            |            |             |

| Jornada 13                                                          | Jornada 13 | Jornada 13          | Jornada 13           | Jornada 13 | Jornada 13 | Jornada 13  |
| Local                                                               | Resultado  | Visitante           | Estadio              | Fecha      | Hora       | Árbitro     |
| ------------------------------------------------------------------- | ---------- | ------------------- | -------------------- | ---------- | ---------- | ----------- |
| Grupo occidental                                                    |            |                     |                      |            |            |             |
| Destroyer                                                           | 2 - 3      | San Pablo Municipal | Chilama              | 5 de mayo  | 15:00      | Por definir |
| Municipal                                                           | 3 - 2      | Titán               | Millan Morales       | 5 de mayo  | 15:00      | Por definir |
| Santa Rosa Guachipilín                                              | 2 - 3      | Marte Soyapango     | José Hernández       | 5 de mayo  | 15:00      | Por definir |
| Grupo oriental                                                      |            |                     |                      |            |            |             |
| Fuerte San Francisco                                                | 0 - 1      | Aspirante           | Luis Amílcar Moreno  | 5 de mayo  | 15:00      | Por definir |
| Liberal                                                             | 2 - 0      | Dragón              | Municipal de Quelepa | 5 de mayo  | 15:00      | Por definir |
| Platense                                                            | 2 - 1      | Cacahuatique        | Antonio Toledo Valle | 5 de mayo  | 15:00      | Por definir |
| Total de goles: 21 (3.5 por partido)                                |            |                     |                      |            |            |             |
| Descansan: Vendaval (Grupo occidental) y Ilopaneco (Grupo oriental) |            |                     |                      |            |            |             |

| Jornada 14                                                              | Jornada 14 | Jornada 14           | Jornada 14           | Jornada 14 | Jornada 14 | Jornada 14  |
| Local                                                                   | Resultado  | Visitante            | Estadio              | Fecha      | Hora       | Árbitro     |
| ----------------------------------------------------------------------- | ---------- | -------------------- | -------------------- | ---------- | ---------- | ----------- |
| Grupo occidental                                                        |            |                      |                      |            |            |             |
| Santa Rosa Guachipilín                                                  | 3 - 1      | Vendaval             | José Hernández       | 8 de mayo  | 15:00      | Por definir |
| San Pablo Municipal                                                     | 1 - 2      | Titán                | Valle Meza           | 8 de mayo  | 15:00      | Por definir |
| Municipal                                                               | 3 - 0      | Destroyer            | Millan Morales       | 8 de mayo  | 15:00      | Por definir |
| Grupo oriental                                                          |            |                      |                      |            |            |             |
| Platense                                                                | 0 - 0      | Fuerte San Francisco | Antonio Toledo Valle | 9 de mayo  | 15:00      | Por definir |
| Aspirante                                                               | 3 - 2      | Cacahuatique         | Municipal de Jucuapa | 9 de mayo  | 15:00      | Por definir |
| Liberal                                                                 | 4 - 0      | Ilopaneco            | Municipal de Quelepa | 9 de mayo  | 15:00      | Por definir |
| Total de goles: 19 (3.17 por partido)                                   |            |                      |                      |            |            |             |
| Descansan: Marte Soyapango (Grupo occidental) y Dragón (Grupo oriental) |            |                      |                      |            |            |             |

## Fase final

### Eliminatorias
|  | Cuartos de final                          | Cuartos de final                          | Cuartos de final                          | Cuartos de final                          | Cuartos de final                          |   |    | Semifinales                          | Semifinales                          | Semifinales                          | Semifinales                          | Semifinales                          |  |    | Final       | Final       | Final       |  |     | Partido por el ascenso. | Partido por el ascenso. | Partido por el ascenso. |  |
|  | 15 y 16 de mayo (ida) 23 de mayo (vuelta) | 15 y 16 de mayo (ida) 23 de mayo (vuelta) | 15 y 16 de mayo (ida) 23 de mayo (vuelta) | 15 y 16 de mayo (ida) 23 de mayo (vuelta) | 15 y 16 de mayo (ida) 23 de mayo (vuelta) |   |    | 29 de mayo (ida) 6 de junio (vuelta) | 29 de mayo (ida) 6 de junio (vuelta) | 29 de mayo (ida) 6 de junio (vuelta) | 29 de mayo (ida) 6 de junio (vuelta) | 29 de mayo (ida) 6 de junio (vuelta) |  |    | 13 de junio | 13 de junio | 13 de junio |  |     | 20 de junio             | 20 de junio             | 20 de junio             |  |
|  |                                           |                                           |                                           |                                           |                                           |   |    |                                      |                                      |                                      |                                      |                                      |  |    |             |             |             |  |     |                         |                         |                         |  |
|  |                                           |                                           |                                           |                                           |                                           |   |    |                                      |                                      |                                      |                                      |                                      |  |    |             |             |             |  |     |                         |                         |                         |  |
|  | A1                                        | Titán                                     | 0                                         | 1                                         | 1                                         |   |    |                                      |                                      |                                      |                                      |                                      |  |    |             |             |             |  |     |                         |                         |                         |  |
|  | A1                                        | Titán                                     | 0                                         | 1                                         | 1                                         |   |    |                                      |                                      |                                      |                                      |                                      |  |    |             |             |             |  |     |                         |                         |                         |  |
|  | A4                                        | San Pablo Municipal                       | 3                                         | 0                                         | 3                                         |   |    |                                      |                                      |                                      |                                      |                                      |  |    |             |             |             |  |     |                         |                         |                         |  |
|  | A4                                        | San Pablo Municipal                       | 3                                         | 0                                         | 3                                         |   | A3 | Destroyer                            | 0                                    | 3                                    | 3                                    |                                      |  |    |             |             |             |  |     |                         |                         |                         |  |
|  |                                           |                                           |                                           |                                           |                                           |   | A3 | Destroyer                            | 0                                    | 3                                    | 3                                    |                                      |  |    |             |             |             |  |     |                         |                         |                         |  |
|  |                                           |                                           | A4                                        | San Pablo Municipal                       | 0                                         | 1 | 1  |                                      |                                      |                                      |                                      |                                      |  |    |             |             |             |  |     |                         |                         |                         |  |
|  | A2                                        | Destroyer                                 | A4                                        | San Pablo Municipal                       | 0                                         | 1 | 1  | 0                                    | 3                                    | 3                                    |                                      |                                      |  |    |             |             |             |  |     |                         |                         |                         |  |
|  | A2                                        | Destroyer                                 |                                           |                                           |                                           |   |    |                                      |                                      | 3                                    |                                      |                                      |  |    |             |             |             |  |     |                         |                         |                         |  |
|  | A3                                        | Marte Soyapango                           | 0                                         | 1                                         | 1                                         |   |    |                                      |                                      |                                      |                                      |                                      |  |    |             |             |             |  |     |                         |                         |                         |  |
|  | A3                                        | Marte Soyapango                           | 0                                         | 1                                         | 1                                         |   |    |                                      |                                      |                                      |                                      |                                      |  | A2 | Destroyer   | 3 (4)       |             |  |     |                         |                         |                         |  |
|  |                                           |                                           |                                           |                                           |                                           |   |    |                                      |                                      |                                      |                                      |                                      |  | A2 | Destroyer   | 3 (4)       |             |  |     |                         |                         |                         |  |
|  |                                           |                                           | B1                                        | Platense                                  | 3 (3)                                     |   |    |                                      |                                      |                                      |                                      |                                      |  |    |             |             |             |  |     |                         |                         |                         |  |
|  | B1                                        | Platense                                  | B1                                        | Platense                                  | 3 (3)                                     | 2 | 1  | 3                                    |                                      |                                      |                                      |                                      |  |    |             |             |             |  |     |                         |                         |                         |  |
|  | B1                                        | Platense                                  |                                           |                                           |                                           |   |    |                                      |                                      |                                      |                                      |                                      |  |    |             |             |             |  |     |                         |                         |                         |  |
|  | B4                                        | Liberal                                   | 1                                         | 1                                         | 2                                         |   |    |                                      |                                      |                                      |                                      |                                      |  |    |             |             |             |  |     |                         |                         |                         |  |
|  | B4                                        | Liberal                                   | 1                                         | 1                                         | 2                                         |   | B1 | Platense                             | 0                                    | 2                                    | 2                                    |                                      |  |    |             |             |             |  |     |                         |                         |                         |  |
|  |                                           |                                           |                                           |                                           |                                           |   | B1 | Platense                             | 0                                    | 2                                    | 2                                    |                                      |  |    |             |             |             |  |     |                         |                         |                         |  |
|  |                                           |                                           | B3                                        | Fuerte San Francisco                      | 1                                         | 0 | 1  |                                      |                                      |                                      |                                      |                                      |  |    |             |             |             |  |     |                         |                         |                         |  |
|  | B2                                        | Aspirante                                 | B3                                        | Fuerte San Francisco                      | 1                                         | 0 | 1  | 1                                    | 1 (6)                                | 2                                    |                                      |                                      |  |    |             |             |             |  |     |                         |                         |                         |  |
|  | B2                                        | Aspirante                                 |                                           |                                           |                                           |   |    |                                      |                                      | 2                                    |                                      |                                      |  |    |             |             |             |  |     |                         |                         |                         |  |
|  | B3                                        | Fuerte San Francisco                      | 1                                         | 1 (7)                                     | 2                                         |   |    |                                      |                                      |                                      |                                      |                                      |  |    |             |             |             |  |     |                         |                         |                         |  |
|  | B3                                        | Fuerte San Francisco                      | 1                                         | 1 (7)                                     | 2                                         |   |    |                                      |                                      |                                      |                                      |                                      |  |    |             |             |             |  | Ap. | Platense                | 2                       |                         |  |
|  |                                           |                                           |                                           |                                           |                                           |   |    |                                      |                                      |                                      |                                      |                                      |  |    |             |             |             |  | Ap. | Platense                | 2                       |                         |  |
|  |                                           |                                           | Cl.                                       | Destroyer                                 | 1                                         |   |    |                                      |                                      |                                      |                                      |                                      |  |    |             |             |             |  |     |                         |                         |                         |  |
|  |                                           |                                           | Cl.                                       | Destroyer                                 | 1                                         |   |    |                                      |                                      |                                      |                                      |                                      |  |    |             |             |             |  |     |                         |                         |                         |  |
|  |                                           |                                           |                                           |                                           |                                           |   |    |                                      |                                      |                                      |                                      |                                      |  |    |             |             |             |  |     |                         |                         |                         |  |
|  |                                           |                                           |                                           |                                           |                                           |   |    |                                      |                                      |                                      |                                      |                                      |  |    |             |             |             |  |     |                         |                         |                         |  |
|  |                                           |                                           |                                           |                                           |                                           |   |    |                                      |                                      |                                      |                                      |                                      |  |    |             |             |             |  |     |                         |                         |                         |  |
|  |                                           |                                           |                                           |                                           |                                           |   |    |                                      |                                      |                                      |                                      |                                      |  |    |             |             |             |  |     |                         |                         |                         |  |
|  |                                           |                                           |                                           |                                           |                                           |   |    |                                      |                                      |                                      |                                      |                                      |  |    |             |             |             |  |     |                         |                         |                         |  |
|  |                                           |                                           |                                           |                                           |                                           |   |    |                                      |                                      |                                      |                                      |                                      |  |    |             |             |             |  |     |                         |                         |                         |  |
|  |                                           |                                           |                                           |                                           |                                           |   |    |                                      |                                      |                                      |                                      |                                      |  |    |             |             |             |  |     |                         |                         |                         |  |
|  |                                           |                                           |                                           |                                           |                                           |   |    |                                      |                                      |                                      |                                      |                                      |  |    |             |             |             |  |     |                         |                         |                         |  |
|  |                                           |                                           |                                           |                                           |                                           |   |    |                                      |                                      |                                      |                                      |                                      |  |    |             |             |             |  |     |                         |                         |                         |  |
|  |                                           |                                           |                                           |                                           |                                           |   |    |                                      |                                      |                                      |                                      |                                      |  |    |             |             |             |  |     |                         |                         |                         |  |
|  |                                           |                                           |                                           |                                           |                                           |   |    |                                      |                                      |                                      |                                      |                                      |  |    |             |             |             |  |     |                         |                         |                         |  |
|  |                                           |                                           |                                           |                                           |                                           |   |    |                                      |                                      |                                      |                                      |                                      |  |    |             |             |             |  |     |                         |                         |                         |  |
|  |                                           |                                           |                                           |                                           |                                           |   |    |                                      |                                      |                                      |                                      |                                      |  |    |             |             |             |  |     |                         |                         |                         |  |
|  |                                           |                                           |                                           |                                           |                                           |   |    |                                      |                                      |                                      |                                      |                                      |  |    |             |             |             |  |     |                         |                         |                         |  |
|  |                                           |                                           |                                           |                                           |                                           |   |    |                                      |                                      |                                      |                                      |                                      |  |    |             |             |             |  |     |                         |                         |                         |  |
|  |                                           |                                           |                                           |                                           |                                           |   |    |                                      |                                      |                                      |                                      |                                      |  |    |             |             |             |  |     |                         |                         |                         |  |
|  |                                           |                                           |                                           |                                           |                                           |   |    |                                      |                                      |                                      |                                      |                                      |  |    |             |             |             |  |     |                         |                         |                         |  |
|  |                                           |                                           |                                           |                                           |                                           |   |    |                                      |                                      |                                      |                                      |                                      |  |    |             |             |             |  |     |                         |                         |                         |  |
|  |                                           |                                           |                                           |                                           |                                           |   |    |                                      |                                      |                                      |                                      |                                      |  |    |             |             |             |  |     |                         |                         |                         |  |
|  |                                           |                                           |                                           |                                           |                                           |   |    |                                      |                                      |                                      |                                      |                                      |  |    |             |             |             |  |     |                         |                         |                         |  |
|  |                                           |                                           |                                           |                                           |                                           |   |    |                                      |                                      |                                      |                                      |                                      |  |    |             |             |             |  |     |                         |                         |                         |  |
|  |                                           |                                           |                                           |                                           |                                           |   |    |                                      |                                      |                                      |                                      |                                      |  |    |             |             |             |  |     |                         |                         |                         |  |

### Cuartos de final

#### Titán - San Pablo Municipal
| 16 de mayo de 2021, | San Pablo Municipal | 3 - 0 | Titán | Cancha Municipal Valle Meza, San Pablo Tacachico, La Libertad |  |
| 15:00               |                     |       |       |                                                               |  |

| 23 de mayo de 2021, | Titán | 1 - 0 (Global 1 - 3) | San Pablo Municipal | Estadio Titán, Texistepeque, Santa Ana |  |
| 14:30               |       |                      |                     |                                        |  |

#### Destroyer - Marte Soyapango
| 15 de mayo de 2021, | Marte Soyapango | 0 - 0 | Destroyer | Cancha Jorgito Meléndez, Soyapango, San Salvador |  |
| 15:00               |                 |       |           |                                                  |  |

| 23 de mayo de 2021, | Destroyer | 3 - 1 (Global 3 - 1) | Marte Soyapango | Cancha Chinama, Puerto de La Libertad, La Libertad |  |
| 15:00               |           |                      |                 |                                                    |  |

#### Platense - Liberal
| 16 de mayo de 2021, | Liberal | 1 - 2 | Platense | Estadio Municipal de Quelepa, Quelepa, San Miguel |  |
| 15:00               |         |       |          |                                                   |  |

| 23 de mayo de 2021, | Platense | 1 - 1 (Global 3 - 2) | Liberal | Estadio Antonio Toledo Valle, Zacatecoluca, La Paz |  |
| 15:00               |          |                      |         |                                                    |  |

#### Aspirante - Fuerte San Francisco
| 16 de mayo de 2021, | Fuerte San Francisco | 1 - 1 | Aspirante | Estadio Luis Amílcar Moreno, San Francisco Gotera, Morazán |  |
| 15:00               |                      |       |           |                                                            |  |

| 23 de mayo de 2021, | Aspirante | 1 - 1 (6 - 7 p.)(Global 2 - 2) | Fuerte San Francisco | Estadio Municipal de Jucuapa, Jucuapa, Usulután |  |
| 14:30               |           |                                |                      |                                                 |  |

### Semifinales

#### Destroyer - San Pablo Municipal
| 29 de mayo de 2021, | San Pablo Municipal | 0 - 0 | Destroyer | Cancha Municipal Valle Meza, San Pablo Tacachico, La Libertad |  |
| 15:15               |                     |       |           |                                                               |  |

| 6 de junio de 2021, | Destroyer | 3 - 1 (Global 3 - 1) | San Pablo Municipal | Cancha Chilama, Puerto de La Libertad, La Libertad |  |
| 14:15               |           |                      |                     |                                                    |  |

#### Platense - Fuerte San Francisco
| 29 de mayo de 2021, | Fuerte San Francisco | 1 - 0 | Platense | Estadio Luis Amílcar Moreno, San Francisco Gotera, Morazán |  |
| 15:00               |                      |       |          |                                                            |  |

| 6 de junio de 2021, | Platense | 2 - 0 (Global 2 - 1) | Fuerte San Francisco | Estadio Antonio Toledo Valle, Zacatecoluca, La Paz |  |
| 14:30               |          |                      |                      |                                                    |  |

### Final

#### Destroyer - Platense
| 13 de junio de 2021, | Destroyer                                         | 3 - 3 (4 - 3 p.) | Platense                                    | Estadio Cuscatlán, San Salvador, San Salvador |  |
| 14:30                | C. Delgado 25' · R. Burgos 40' · K. Hernández 49' |                  | 61', 88' C. Caicedo · 90+6' (t.l.) M. Lopez |                                               |  |

|                              |
| Campeón Destroyer 2.° título |

## Partido por el ascenso
| 20 de junio de 2021, | Destroyer     | 1 - 2 | Platense                       | Estadio Cuscatlán, San Salvador, San Salvador |                         |
| 14:30                | M. Molina 52' |       | 80' S. Alfaro · 87' C. Delgado | Árbitro(s): Iván Barton                       | Árbitro(s): Iván Barton |